# South Shurma
South Shurma (en bengali : দক্ষিণ সুরমা) est une upazila du Bangladesh dans le district de Sylhet. En 2001, on y dénombrait 188 673 habitants.